# The Untouchables (soundtrack)
The Untouchables (Original Motion Picture Soundtrack) is de originele soundtrack, gecomponeerd en gedirigeerd door Ennio Morricone voor de film The Untouchables uit 1987 van Brian De Palma. Het album werd uitgebracht op 29 mei 1987 door A&M Records.
De muziek werd gemixt in de Clinton Recording Studio in New York en gemasterd bij Artisan Sound Recorders in Los Angeles. Het album werd gemasterd door Greg Fulginetti met geluidstechnicus Mike Farrow.
De muziek won de BAFTA Award for Best Film Music en Grammy Award for Best Album of Original Instrumental Background Score Written for a Motion Picture or Television in 1988.

## Tracklijst
Alle nummers geschreven en gedirigeerd door Ennio Morricone.

| Nr. | Titel                                      | Duur |
| --- | ------------------------------------------ | ---- |
| 1.  | The Untouchables (End Title)               | 3:10 |
| 2.  | Al Capone                                  | 2:55 |
| 3.  | Waiting At The Border                      | 3:46 |
| 4.  | Death Theme                                | 2:41 |
| 5.  | On The Rooftops                            | 2:33 |
| 6.  | Victorious                                 | 2:09 |
| 7.  | The Man With The Matches                   | 2:46 |
| 8.  | The Strength Of The Righteous (Main Title) | 2:26 |
| 9.  | Ness And His Family                        | 2:45 |
| 10. | False Alarm                                | 1:12 |
| 11. | The Untouchables                           | 3:04 |
| 12. | Four Friends                               | 2:51 |
| 13. | Machine Gun Lullaby                        | 7:02 |

## Hitnoteringen

### NPO Klassiek Filmmuziek Top 200
| The Untouchables in de NPO Klassiek Filmmuziek Top 200 | The Untouchables in de NPO Klassiek Filmmuziek Top 200 | The Untouchables in de NPO Klassiek Filmmuziek Top 200 | The Untouchables in de NPO Klassiek Filmmuziek Top 200 |
| Jaar                                                   | 2023                                                   | 2024                                                   | 2025                                                   |
| ------------------------------------------------------ | ------------------------------------------------------ | ------------------------------------------------------ | ------------------------------------------------------ |
| Positie                                                | 86                                                     | 99                                                     | 107                                                    |

## Prijzen en nominaties
| Jaar | Prijs                 | Categorie                                                                                       | Genomineerde(n) | Uitslag     |
| ---- | --------------------- | ----------------------------------------------------------------------------------------------- | --------------- | ----------- |
| 1988 | Academy Award (Oscar) | Beste filmmuziek                                                                                | Ennio Morricone | Genomineerd |
| 1988 | BAFTA Award           | Beste filmmuziek                                                                                | Ennio Morricone | Gewonnen    |
| 1988 | Golden Globe          | Beste filmmuziek                                                                                | Ennio Morricone | Genomineerd |
| 1988 | Grammy Award          | Best Album of Original Instrumental Background Score Written for a Motion Picture or Television | Ennio Morricone | Gewonnen    |